# Безмасштабна мережа
Безмасшта́бна мере́жа (англ. scale-free network) — це мережа, розподіл степенів якої підкоряється степеневому законові, хоча б асимптотично. Тобто, відношення вершин (вузлів) графу мережі, що мають k зв'язків (граней), до числа усіх вершин для великих значень k визначається як
{\displaystyle P(k)\ \sim \ k^{\boldsymbol {-\gamma }},}
де {\displaystyle \gamma } — це стала, значення якої знаходиться зазвичай у межах 2 < {\displaystyle \gamma } < 3, однак інколи значення {\displaystyle \gamma } може бути поза цими межами.
Безмасштабні мережі мають важливе значення, оскільки багато мереж, що було досліджено емпірично, є безмасштабними і включають всесвітню павутину (інтернет), мережі цитування та деякі соціальні мережі.

## Основні моменти
- Безмасштабні мережі підкоряються степеневому законові розподілу степенів їхніх вузлів, як і багато реальних мереж.
- Механізм переважного приєднання було запропоновано як механізм для пояснення степенового закону розподілу степенів вершин графу безмасштабної мережі.

## Історія
У дослідженні мереж цитування у наукових статтях Дерек де Солла Прайз показав у 1965 році, що число зв'язків до статей, тобто число цитувань, що отримують статті підкоряється розподілу Парето або степеневому закону, таким чином мережі цитування між статтями є безмасштабними. Прайз, однак, не використовував термін «безмасштабна мережа», який увійшов у вжиток лише через кілька десятків років. У пізнішій роботі 1976 року, Прайз також запропонував механізм для пояснення степеневого закону у мережах цитувань, який він назвав «кумулятивною перевагою», але зараз цей механізм переважно називають преференційне приєднання.
Інтерес до безмасштабних мереж спалахнув у 1999 році із появою роботи Альберта Барабасі і його колег з університету Нотр Даму. Вони накреслили топологію частин інтернету і виявили що деякі вузли, які вони назвали «хаби» мали набагато більше зв'язків, ніж інші і мережа як ціле підкорялася степеневому закону розподілу зв'язків по вузлах.